# Offene Bibel
Die Offene Bibel ist ein ökumenisches Internetprojekt, das seit 2009 an mehreren deutschen Bibelübersetzungen arbeitet. Ziel des Projektes ist es, frei zugängliche, moderne Bibelübersetzungen in deutscher Sprache zu schaffen, wofür die Übersetzungen unter einer Creative Commons-Lizenz stehen. Nach der Volxbibel ist die Offene Bibel außerdem die zweite deutsche Bibelübersetzung, die allen Interessierten über ein Wiki die Möglichkeit zur Mitarbeit bietet.
Der am 2. Mai 2010 gegründete gemeinnützige Verein „Offene Bibel e. V.“ unterstützt die Arbeit der Offenen Bibel.

## Übersetzungen
Gegenwärtig arbeitet das Projekt an drei Bibelfassungen:
1. Studienfassung, eine genaue Übersetzung aus Urtexten
2. Lesefassung, eine Übersetzung in geläufigem modernem Hochdeutsch
3. Bibelübertragung in Leichte Sprache.

Die Gruppe der Übersetzer hat sich gerade für die Studienfassung strenge Übersetzungskriterien auferlegt. Die Studienfassung ist strukturtreu und entsteht direkt aus dem Urtext. Sie soll den Bibeltext nicht nur möglichst genau wiedergeben, sondern auch seine sprachlichen Merkmale und Auslegungsfragen dokumentieren. Dazu enthält sie Fußnoten und verzeichnet Bedeutungsvarianten. Die Studienfassung dient als Grundlage der Lesefassung, einer kommunikativen Übersetzung in modernem Hochdeutsch.
Die Bibel in Leichter Sprache ist ein Experiment, das Menschen mit Lernschwierigkeiten den Zugang zur Bibel ermöglichen möchte. Die Texte sollen auch für Menschen mit Deutsch als Fremdsprache, u. a. Gehörlose, geeignet sein. Durch den einfacheren Zugang zu biblischen Texten über die Leichte Sprache kann auf individuelle Lernbedürfnisse im Religionsunterricht eingegangen werden.
Alle im Projekt Offene Bibel produzierten Texte stehen zur Nutzung und Bearbeitung unter einer Creative-Commons-Lizenz.

### Beispiel: Psalm 23,3
| Studienfassung | Lesefassung (Entwurf)                                                                                          | Leichte Sprache (Experimentell) |
| --- | --- | --- |
| Meine Lebenskraft (meine Kehle, meinen Lebensatem, mein innerstes Wesen, mich selbst) bringt er zurück (wird er erneuern, erfrischt er). Er führt mich (wird mich führen) auf (in) richtigen Pfaden (Pfaden der Gerechtigkeit, auf direktem Wege) Zur [Wahrung] seines Namens (guten Rufs). | Meine Lebenskraft bringt er zurück, und er führt mich auf richtigen Pfaden, um seinem Namen gerecht zu werden. | Mein Atem wird kräftig. Ich lebe. Gott zeigt mir den richtigen Weg. Gott macht mir Mut. Gott macht mich stark. Er hat es versprochen. Davon will ich erzählen. |

### Übersetzungsstand
Bisher (Stand: November 2015) existieren bereits 200 (von insgesamt ca. 1200) vollständig übersetzte Kapitel der Bibel in der Studienfassung, weitere 250 Kapitel sind teilweise übersetzt. Laut Projekt erfüllen ca. 50 Kapitel der Studienfassung die meisten oder alle Qualitätsanforderungen.
Im Winter 2013/14 organisierte die Offene Bibel das Markusprojekt mit dem Ziel, das gesamte Markusevangelium in die Studien- und anschließend in die Lesefassung zu übersetzen. Tatsächlich wurde das gesamte Markusevangelium in einer Rohfassung für die Studienausgabe übersetzt. Zu den fertiggestellten Kapiteln gehören daneben vor allem verschiedene Psalmen.

## Rezeption
Die anfängliche Unübersichtlichkeit der Website war Anlass für Kritik von Theologiestudierenden. Das Religionspädagogische Institut Baden empfiehlt das Projekt in seiner Mitarbeitendenzeitschrift.

### Auszeichnungen
2011 nominierte eine Jury von Experten aus den Bereichen Kirche, Medien und Design die Offene Bibel für den EKD-Internet-Award WebFish. Auch in Ungarn und der Schweiz wurde damals darüber berichtet.
2012 war das Projekt für den Zedler-Preis für Freies Wissen nominiert.

## Verein
Der Verein „Offene Bibel e. V.“ wurde auf dem Barcamp Kirche 2.0 2010 gegründet. Er repräsentiert als juristische Person das Projekt und kommt für laufende Kosten auf. Seit 2010 ist der Verein als gemeinnützig anerkannt. Der Verein ist jedoch nicht direkt an der Projektleitung beteiligt. Ordentliche Mitglieder des Vereins können nur aktive Projektmitarbeiter werden. Eine Fördermitgliedschaft ist möglich.

### Tagungen und Kirchentage
2010 präsentierte sich die Offene Bibel auf der OpenRheinRuhr und auf dem Ökumenischen Kirchentag in München.
Im September 2011 präsentierte Projektleiter Wolfgang Loest das Projekt auf der Tagung Personen im Web 2.0 an der Theologischen Fakultät der Uni Göttingen.
Auf den Evangelischen Kirchentagen in Dresden 2011 und Hamburg 2013 und auf dem Katholikentag 2014 in Regensburg war das Projekt mit einem eigenen Stand präsent.